# Калиш, Берта
Берта Калиш (урождённая — Бейлке Калах; 1872, Лемберг, Австро-Венгрия — 1939, Нью-Йорк, США) — польская, австрийская и американская актриса

 театра и кино. Доминировала на сценах Нью-Йорка во время «Золотого века» американского еврейского театра в конце XIX - начале XX века.

## Биография
Родилась в семье еврейских фабрикантов. Родители девочки хотели видеть её театральной актрисой, поэтому, в юном возрасте она посещала театральные постановки Львовской Оперы, училась вокалу в частной музыкальной школы, брала уроки драматического искусства.
В 1893 году дебютировала на сцене театра Скарбека, где пела в хоре взрослых. Её первая роль была в опере «Травиата» . Позже участвовала в опере «Миньон».
В 1889—1891 годах — актриса еврейского театра Гимпеля во Львове, который предложил девушке стать примадонной в его только что созданном театре.
В 1891—1896 годах — актриса труппы Авраама (Аврома) Гольдфадена, Румынского театра в Бухаресте, Еврейского театра в Будапеште.
В 1896 году вместе с родителями переехала в Нью-Йорк, где работала в Еврейском театре «Талия» на Бродвее и в англоязычных театрах. В 1899 году стала одним из режиссёров театра «Талия».
В 1914—1915 годах снималась в немом кино в Голливуде. Издала книгу своих воспоминаний.
За свою творческую карьеру исполнила более 125 различных ролей на семи разных языках.